# Икаев, Роберт Александрович
Ро́берт Алекса́ндрович Ика́ев (осет. Икайты Александыры фырт Роберт; род. 25 августа 1935 город Нальчик Кабардино-Балкарская АССР) — заслуженный тренер РСФСР по тяжёлой атлетике (1977). Почётный мастер спорта СССР (1968).

## Биография
Родился 25 августа 1935 года в Нальчике Кабардино-Балкарской АССР. С 1955 года стал заниматься тяжёлой атлетикой. Был силён, обладал хорошими физическими данными. Многократный чемпион СОАССР и Центрального совета спортивного общества «Спартак», а также многократный призёр чемпионатов РСФСР. В 1963 году выполнил норму мастера спорта СССР, а в 1967 году стал почётным мастером спорта СССР.
В 1963 году окончил факультет физического воспитания и спорта Северо-Осетинского государственного университета имени Коста Левановича Хетагурова. И после окончания начинает работать тренером.
За годы тренерской карьеры он подготовил много отличных штангистов, среди которых заслуженный мастер спорта СССР, Чемпион СССР и серебряный призёр чемпионата мира и Европы — Асланбек Еналдиев.
Работал директором ДЮСШ добровольного спортивного общества «Юность России» города Владикавказа.